# Ädilbek Nïyazımbetov
Ädilbek Sabitovič Nïyazımbetov (in kazako Әділбек Сәбитұлы Ниязымбетов?; in russo Адильбек Сабитович Ниязымбетов?; Nukus, 19 maggio 1989) è un pugile uzbeko naturalizzato kazako, nella categoria dei pesi mediomassimi.

## Carriera pugilistica
Nïyazımbetov ha partecipato a due edizione dei giochi olimpici (Londra 2012 e Rio de Janeiro 2016), due dei campionati del mondo (Baku 2011 e Almaty 2013) ed una ai campionati asiatici (Zhuhai 2009).

### Principali incontri disputati
Statistiche aggiornate al 19 agosto 2016.
| Evento              | Edizione            | Categoria             | Trentaduesimi                       | Sedicesimi                             | Ottavi                                    | Quarti                               | Semifinale                            | Finale                              | Pos. | Note  |
| ------------------- | ------------------- | --------------------- | ----------------------------------- | -------------------------------------- | ----------------------------------------- | ------------------------------------ | ------------------------------------- | ----------------------------------- | ---- | ----- |
| Campionati asiatici | Zhuhai 2009         | Medi (-75 kg)         | N.D.                                | N.D.                                   | Ruslan Karipov ( Kirghizistan) V RSC 3    | Vijender Singh ( India) P 4-19       | non qualificato                       | non qualificato                     | 5º   | [ 1 ] |
| Mondiali            | Baku 2011           | Mediomassimi (-81 kg) | Vladimir Cheles ( Moldavia) V 16-11 | Kim Hyeong-kyu ( Corea del Sud) V 14-9 | Jeysson Monroy ( Colombia) V KO           | Meng Fanlong ( Cina) V 19-8          | Elshod Rasulov ( Uzbekistan) V 11-9   | Julio César la Cruz ( Cuba) P 13-17 |      | [ 2 ] |
| Olimpiadi           | Londra 2012         | Mediomassimi (-81 kg) | N.D.                                | Bye                                    | Carlos Góngora Mercado ( Ecuador) V 13-5  | Ehsan Rouzbahani ( Iran) V 13-10     | Oleksandr Hvozdyk ( Ucraina) V +13-13 | Egor Mechoncev ( Russia) P 15-+15   |      | [ 3 ] |
| Mondiali            | Almaty 2013         | Mediomassimi (-81 kg) | Bye                                 | Ville Hukkanen ( Finlandia) V 3-0      | Armend Xhoxhaj ( Kosovo) V 3-0            | Sumit Sangwan ( India) V 3-0         | Oybek Mamazulunov ( Uzbekistan) V 3-0 | Julio César la Cruz ( Cuba) P 1-2   |      | [ 4 ] |
| Olimpiadi           | Rio de Janeiro 2016 | Mediomassimi (-81 kg) | N.D.                                | N.D.                                   | Mikhail Dauhaliavets ( Bielorussia) V 3-0 | Teymur Məmmədov ( Azerbaigian) V 3-0 | Joshua Buatsi ( Regno Unito) V 3-0    | Julio César la Cruz ( Cuba) P 0-3   |      |       |